# Andrew P. Kehoe
Andrew Philip Kehoe (Tecumseh, 1º febbraio 1872 – Bath, 18 maggio 1927) è stato un assassino di massa statunitense.
Contadino e tesoriere nel consiglio della scuola della sua città, uccise sua moglie ed altre 43 persone (dei quali 38 bambini), ferendone inoltre altre 58, in quello che è noto come il massacro della Bath School, avvenuto il 18 maggio 1927 e causato dall'esplosione di tre bombe nella scuola, detonazioni a causa delle quali morì anche lo stesso Kehoe.

## Biografia

### Primi anni ed educazione
Andrew nacque a Tecumseh, nel Michigan, il 1º febbraio 1872, in una famiglia di tredici figli. I suoi genitori erano Philip Kehoe (1833-1915) e Mary McGovern (1835-1877). Sua madre morì quando lui aveva cinque anni e suo padre in seguito si risposò con Frances Wilder. Andrew litigava con la sua matrigna; quando aveva 14 anni, la stufa di famiglia esplose mentre Frances cercava di accenderla. L'olio che serviva per alimentarla le inzuppò i vestiti che presero fuoco. Andrew la osservò bruciare per alcuni secondi prima di gettarle addosso un secchio d'acqua nel tentativo di spegnere le fiamme. A causa, però, dell'origine delle fiamme dall'olio, l'acqua le esacerbò invece che spegnerle e la donna morì poco più tardi per le gravi ustioni riportate. Alcuni vicini insinuarono che Andrew potesse aver manomesso la stufa.
Kehoe frequentò la Tecumseh High School e successivamente il Michigan State College (che più tardi divenne l'Università statale del Michigan), dove studiò Ingegneria elettrica. Successivamente si trasferì per lavoro a Saint Louis, nel Missouri, dove nel 1911 ebbe un trauma cranico in conseguenza di una caduta. Al college aveva incontrato la donna che successivamente sarebbe diventata sua moglie, Ellen "Nellie" Price, figlia di una famiglia benestante di Lansing. Sposati nel 1912, si spostarono ripetutamente fino al 1919, quando la coppia comprò una fattoria di 75 ettari fuori Bath Township,pagandola 12.000 dollari, dei quali una metà versarono in contanti mentre per l'altra metà accesero un'ipoteca.

### Personalità
Kehoe fu definito dai suoi vicini di casa come un ragazzo intelligente, ma risultava impaziente e si arrabbiava facilmente con chi non concordava con lui. Sempre pulito, vestito meticolosamente, era noto che aveva l'abitudine di cambiare la camicia non appena quella che indossava si sporcasse, anche leggermente. Sempre i vicini lo descrissero come crudele nei confronti degli animali della sua fattoria, avendo una volta picchiato a morte un cavallo, e misero in dubbio le sue abilità nel gestire la fattoria stessa. Una sua vicina, M.J. "Monty" Ellsworth, scrisse di lui:
Sebbene inizialmente frequentasse la parrocchia cattolica della città, se ne allontanò - e proibì alla moglie di frequentarla - per non pagare la quota dovuta da ciascun membro.

### Amministrazione della Bath School
Con la reputazione di persona parsimoniosa, Kehoe venne eletto tesoriere della scuola di Bath nel 1924. Una volta assunto l'incarico, si batté ripetutamente per una riduzione delle tasse, contestando una cattiva amministrazione al precedente responsabile Emory Huyck, reo di aver imposto la tassa per la costruzione della scuola che aveva pesato sulle già povere condizioni finanziarie della sua famiglia.
Mentre ricopriva tale carica, nel 1925 fu nominato cancelliere (clerk) di Bath Township, ma non riuscì a mantenere la carica nelle successive elezioni avvenute verso la fine dello stesso anno. In quegli anni sua moglie Nellie si ammalò di tubercolosi dovendo di conseguenza subire ripetuti ricoveri ospedalieri che molto probabilmente giocarono un ruolo importante nel peggioramento della situazione finanziaria della famiglia, la quale si indebitò. Al momento della strage, Kehoe aveva smesso di pagare i debiti per la fattoria acquisita e il prestatore, avendo il diritto di riscatto, aveva avviato procedimenti legali contro la fattoria.

### Il massacro alla Bath School
La mattina del 18 maggio, Kehoe uccise la moglie prima di far detonare una bomba incendiaria nella sua fattoria. Quando i vigili del fuoco giunsero sul posto, una violenta esplosione devastò l'ala nord della Bath School, uccidendo le molte persone presenti al suo interno. Kehoe aveva utilizzato un detonatore per scatenare l'esplosione di diversi chili di dinamite che aveva posizionato segretamente all'interno della scuola nei mesi precedenti. Non appena i soccorritori si diressero nei pressi dell'edificio scolastico, l'uomo si avvicinò al luogo in macchina, un Ford Model T Pickup Truck, si fermò e fece detonare una bomba piazzata all'interno del suo veicolo, uccidendo se stesso, il sovrintendente scolastico e quattro passanti, ferendo inoltre diverse altre persone.